# Lettische Badmintonmeisterschaft 2022
Die Lettische Badmintonmeisterschaft 2022 fand vom 5. bis zum 6. Februar 2022 in Ķekava statt.

## Medaillengewinner
| Disziplin    | Gold                           | Silber                             | Bronze                                  |
| ------------ | ------------------------------ | ---------------------------------- | --------------------------------------- |
| Herreneinzel | Niks Podosinoviks              | Andis Bērziņš                      | Artūrs Ķelpe                            |
| Herreneinzel | Niks Podosinoviks              | Andis Bērziņš                      | Artūrs Akmens                           |
| Dameneinzel  | Anna Kupča                     | Jekaterina Romanova                | Diāna Stognija                          |
| Dameneinzel  | Anna Kupča                     | Jekaterina Romanova                | Arta Priedniece                         |
| Herrendoppel | Artūrs Akmens Reinis Krauklis  | Mārtiņš Kažemaks Niks Podosinoviks | Pauls Gureckis Edijs Līviņš             |
| Herrendoppel | Artūrs Akmens Reinis Krauklis  | Mārtiņš Kažemaks Niks Podosinoviks | Ardis Daniels Bedrītis Teodors Kerimovs |
| Damendoppel  | Anna Kupča Jekaterina Romanova | Kristīne Šefere Diāna Stognija     | Amanda Azarova Dārta Alise Demitere     |
| Damendoppel  | Anna Kupča Jekaterina Romanova | Kristīne Šefere Diāna Stognija     | Megija Āboltiņa Diana Bespalova         |
| Mixed        | Reinis Krauklis Diāna Stognija | Ardis Daniels Bedrītis Anna Kupča  | Edijs Līviņš Kristīne Šefere            |
| Mixed        | Reinis Krauklis Diāna Stognija | Ardis Daniels Bedrītis Anna Kupča  | Teodors Kerimovs Jekaterina Romanova    |